# Oxyethira azteca
Oxyethira azteca är en nattsländeart som först beskrevs av Martin E. Mosely 1937.  Oxyethira azteca ingår i släktet Oxyethira och familjen smånattsländor. Inga underarter finns listade i Catalogue of Life.